# Nederlandse Go Competitie
De Nederlandse Go Competitie is een go-toernooi voor Nederlandse clubs. Er wordt gespeeld in teams van 3 spelers, en elke club mag een onbeperkt aantal teams afvaardigen.
De wedstrijden worden in principe gespeeld op clubavonden - als de clubs dicht bij elkaar liggen op de speelavond van een van de clubs, als ze verder weg liggen bij een club ongeveer halverwege. Wedstrijden tussen clubs die nog verder uit elkaar liggen worden aan het eind van de competitie centraal gespeeld in Utrecht. De teams zijn verdeeld in klassen van in principe 6 teams, met daarbij een promotie- en degradatiesysteem, hoewel dit regelmatig wordt beïnvloed door nieuwe teams, verdwijnende teams en teams die van samenstelling veranderen. De hoogste klasse heet de hoofdklasse. Er zijn twee competities per jaar, de voorjaarscompetitie in februari-juni en de najaarscompetitie in augustus-december.

## Uitslagen
| Seizoen       | Winnaar   | Tweede    | Derde      |
| ------------- | --------- | --------- | ---------- |
| voorjaar 2002 | Leiden    | Groningen | Enschede   |
| najaar 2002   | Enschede  | Leiden    | Utrecht    |
| voorjaar 2003 | Leiden    | Eindhoven | Enschede   |
| najaar 2003   | Leiden    | Amsterdam | Enschede   |
| voorjaar 2004 | Leiden    | Eindhoven | Utrecht    |
| najaar 2004   | Enschede  | Groningen | Leiden     |
| voorjaar 2005 | Enschede  | Leiden    | Groningen  |
| najaar 2005   | Groningen | Eindhoven | Leiden     |
| voorjaar 2006 | Leiden    | Groningen | Eindhoven  |
| najaar 2006   | Leiden    | Arnhem    | Leiden 2   |
| voorjaar 2007 | Arnhem    | Leiden    | Amsterdam  |
| najaar 2007   | Amsterdam | Leiden    | Groningen  |
| voorjaar 2008 | Leiden    | Groningen | Amsterdam  |
| najaar 2008   | Utrecht   | Leiden    | Arnhem     |
| voorjaar 2009 | Arnhem    | Den Haag  | Leiden     |
| najaar 2009   | Den Haag  | Leiden    | Arnhem     |
| voorjaar 2010 | Utrecht   | Arnhem    | Groningen  |
| najaar 2010   | Arnhem    | Den Haag  | Utrecht    |
| voorjaar 2011 | Arnhem    | Den Haag  | Den Haag 2 |
| najaar 2011   | Arnhem    | Groningen | Leiden     |
| voorjaar 2012 | Utrecht   | Groningen | Leiden     |

| Seizoen            | Winnaar                   | Tweede                    | Derde                     |
| ------------------ | ------------------------- | ------------------------- | ------------------------- |
| najaar 2012        | Utrecht                   | Arnhem                    | Groningen                 |
| voorjaar 2013      | Arnhem                    | Groningen                 | Utrecht                   |
| najaar 2013        | Groningen                 | Arnhem                    | Leiden                    |
| voorjaar 2014      | Leiden                    | Den Haag                  | Groningen                 |
| najaar 2014        | Den Haag                  | Arnhem                    | Groningen                 |
| voorjaar 2015      | Groningen                 | Arnhem                    | Amsterdam                 |
| najaar 2015        | Den Haag                  | Arnhem                    | Amsterdam                 |
| voorjaar 2016      | Amsterdam                 | Arnhem                    | Leiden                    |
| najaar 2016        | Groningen                 | Den Haag                  | Arnhem                    |
| voorjaar 2017      | Den Haag                  | Groningen                 | Arnhem                    |
| najaar 2017        | Arnhem                    | Amsterdam                 | Leiden                    |
| voorjaar 2018      | Groningen                 | Den Haag                  | Arnhem                    |
| najaar 2018        | Arnhem                    | Groningen                 | Den Haag                  |
| voorjaar 2019      | Amsterdam                 | Leiden                    | Den Haag                  |
| najaar 2019        | Amsterdam                 | Arnhem                    | Nijmegen                  |
| 2020-voorjaar 2022 | afgelast vanwege COVID-19 | afgelast vanwege COVID-19 | afgelast vanwege COVID-19 |
| najaar 2022        | Delft                     | Amsterdam                 | Arnhem                    |
| voorjaar 2023      | Nijmegen                  | Arnhem                    | Groningen                 |
| najaar 2023        | Utrecht                   | Nijmegen                  | Arnhem                    |
| voorjaar 2024      | Utrecht                   | Arnhem                    | Groningen                 |